# Міню (провінція)
Мі́ню (порт. Minho), або Мі́нія (лат. Minia) — історична провінція Португалії в межиріччі річок Дору та Міню, біля узбережжя Атлантичного океану.
Створена в 1936 і скасована в 1976. Складалася з 23 громад. Адміністративним центром провінції було місто Брага.
На 1971 площа становила близько 5 000 км², населення — 889,7 тисяч осіб.

## Економіка
Провінція є виноробним регіоном, знамените на весь світ віню верде виробляється саме тут.

## Муніципалітети
Муніципалітети, що входили до складу Міню в 1936—1979 роках:
Округ Брага (всі 14)
1. Амареш
2. Барселуш
3. Брага
4. Вієйра-ду-Міню
5. Візела (створений 1998)
6. Віла-Верде
7. Віла-Нова-де-Фамалікан
8. Гімарайнш
9. Ешпозенде
10. Кабесейраш-де-Башту
11. Повуа-де-Ланьозу
12. Селоріку-де-Башту
13. Терраш-де-Бору
14. Фафе

Округ Віана-ду-Каштелу (всі 10)
1. Аркуш-де-Валдевеш
2. Валенса
3. Віана-ду-Каштелу
4. Віла-Нова-де-Сервейра
5. Каміня
6. Мелгасу
7. Монсан
8. Паредеш-де-Кора
9. Понте-да-Барка
10. Понте-де-Ліма